# Championnats d'Europe de dressage 2001
Navigation
Édition précédente Édition suivante
Les championnats d'Europe de dressage 2001, vingtième édition des championnats d'Europe de dressage, ont eu lieu en 2001 à Verden, en Allemagne. L'épreuve individuelle est remportée par l'Allemande Ulla Salzgeber et l'épreuve par équipe par l'Allemagne.